# 皮埃尔·莱斯科
皮埃尔·莱斯科（英語：Pierre Lescot，1510年—1578年），文艺复兴时期欧洲法国建造师之一。

## 生平
出生于法国巴黎，曾效力于法国国王弗朗索瓦一世，参加设计与建造卢浮宫。他的其他事迹阙如，为法国公元16世纪前后的著名建造师之一。

## 画廊

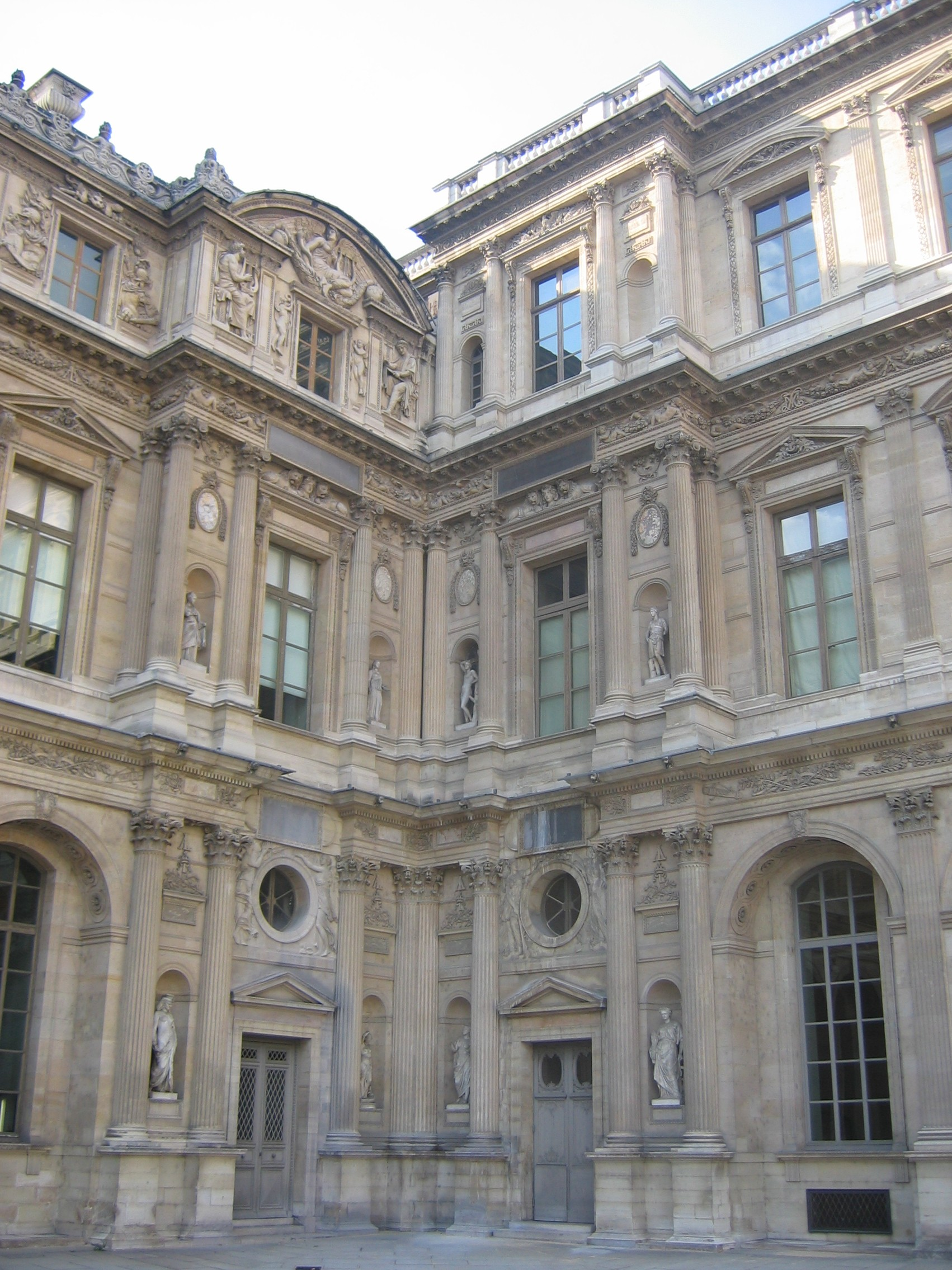
卢浮宫
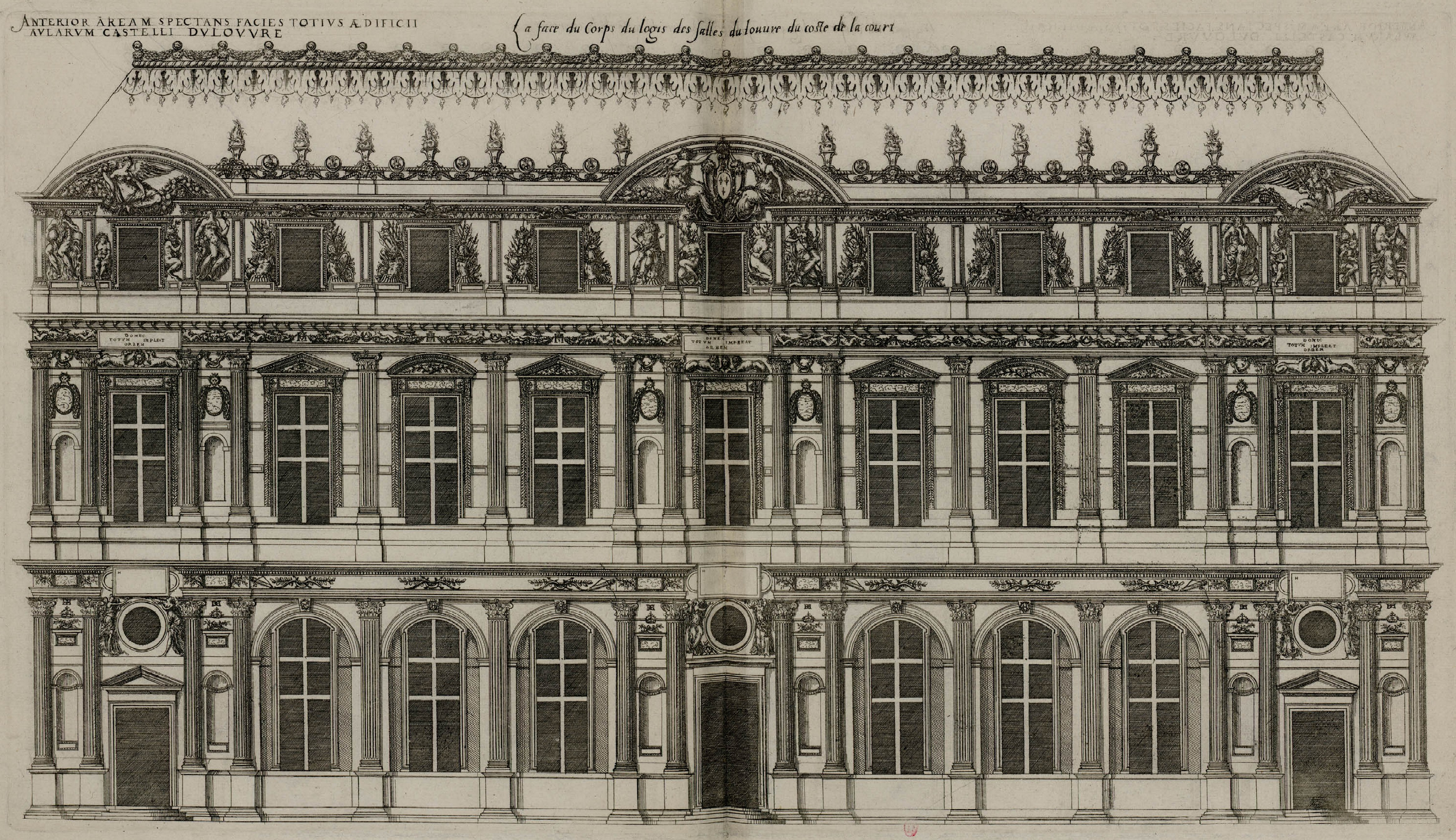
卢浮宫设计图
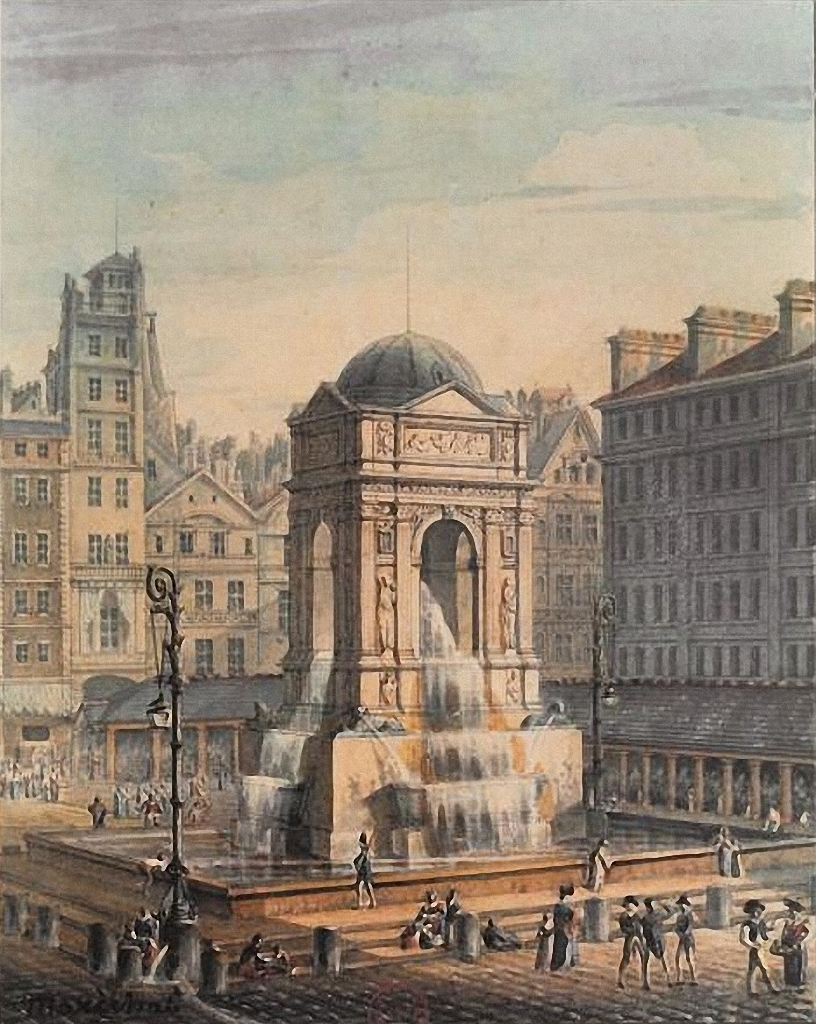
喷水池
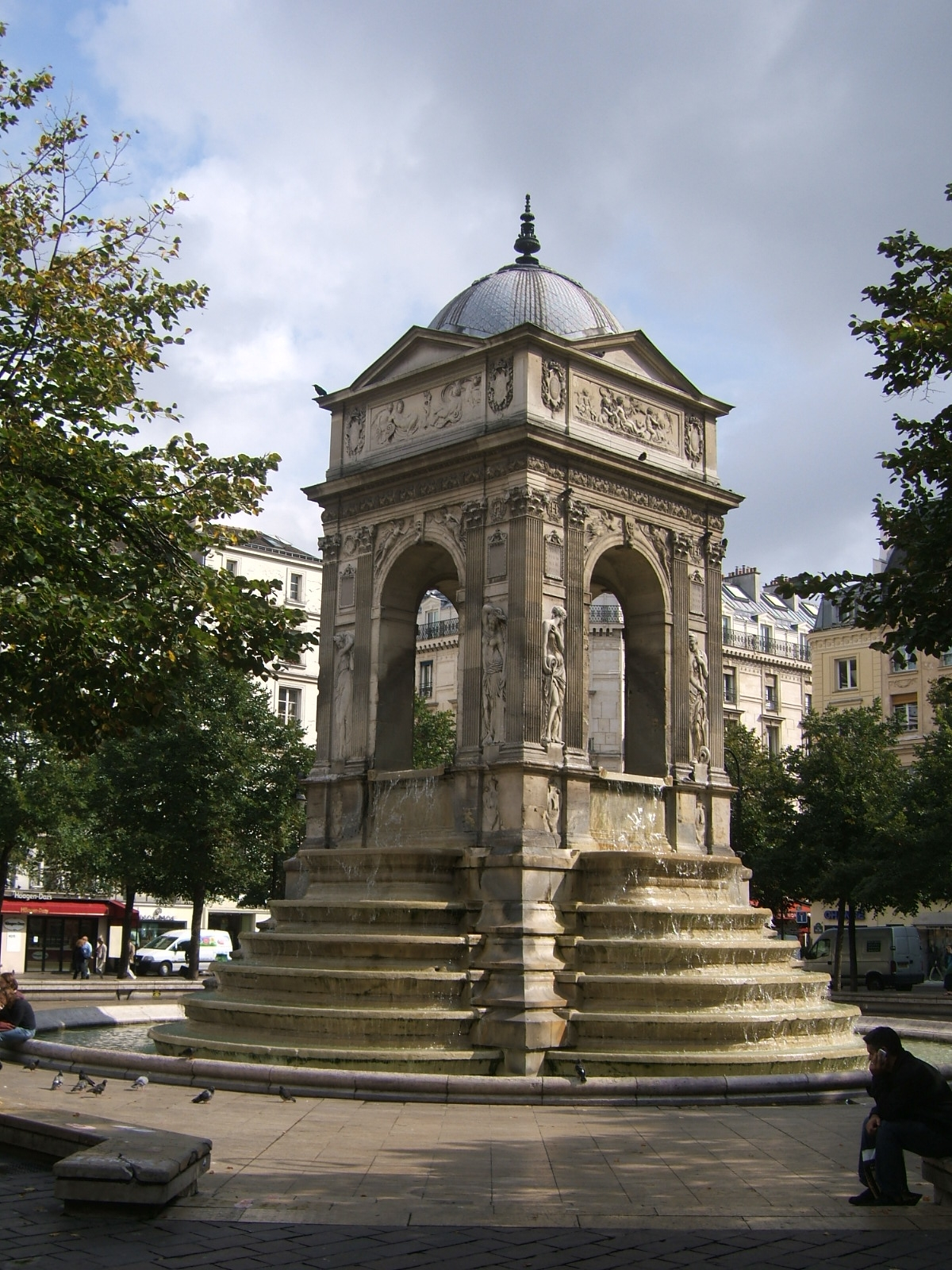
喷水池